# 陳其茂
陳其茂（1923年—2005年）臺灣第一代前輩版畫家，有「臺灣現代版畫拓荒者之稱」， 一生堅持木刻版畫創作並從傳統木口木刻版畫基礎，發展多媒材版種技法的木刻凸版現代版畫創作，為傳統木刻版版畫轉化現代木刻版畫代表人物。福建廈門美術專科學校畢業後1946年應聘來臺任教，業餘從事編輯工作，自此不斷進行版畫研究與創作，相繼任教於花蓮師範學院、大林中學，於1964年遷居臺中擔任衛道中學教師，1984年於東海大學美術系教授木刻版畫課程等。曾獲1952年「自由中國美展」版畫金牌獎、1961年中國文藝協會文藝獎章木刻獎、1973年中國畫學會金爵獎、1980年中國版畫學會金璽獎，以及1991年哥斯大黎加共和國國家美術館傑出藝術家獎等殊榮。

## 生平傳略
1920年出生於福建永春縣，1929年入私立溪圃小學就讀，受校長張玳蛹及陳慧郎老師影響，學習素描與得見豐子愷、夏丐尊的木刻版畫，1932年考入永春中學美術老師洪振宇教授木刻版畫技巧，1934年入廈門美術專科學校繪畫科西畫組就讀，1937年廈門美術專科學校畢業入伍服役，在永春軍政部補訓處擔任上尉指導員，於特黨部主編《格鬥畫刊》及協助政治部話劇團設計工作，進而結識陳庭詩、朱鳴岡、黃永玉、章西崖等藝術家，並獲小學張校長寄贈德國製木刻刀一盒。陸續以小幅木口木版畫，以「白鴿」的筆名，於青年團永春分團畫展發表「新生之頁」木刻版畫，或報紙上發表也替詩人朋友配插圖。:13-14
1946年受臺灣基隆市長石延漢之邀來臺，籌辦基隆市報。因與詩人汪玉岑住一起，認識其收藏英國詩人布萊克(William Blake)的木刻版畫與詩，由木刻寫實風格轉為意境抒情發展，後到基隆女中任教，晚上在台北《台灣日報》兼任編輯並為《自強報》特約記者。1948年應聘至花蓮師範任教，其臺灣東部生活經歷與原住民淳樸風土人情為往後的木刻版畫描繪題材內容，1949年離開花蓮到嘉義大林中學任教，認識詩人紀弦、覃子豪、方思、李沙；小說家張漱涵、楊念慈；木刻版畫家方向、陳洪甄等人。1952年以一幅木刻小品〈春〉，榮獲自由中國美展版畫金牌獎，:14此外1954年應臺中光啟社雷文炳神父之邀請開始為文學著設計封面，並與雷文炳神父合力計劃推介西方木刻藝術，因合作翻譯之故結識丁貞婉女士1959年結為連理:156。1964年後遷居臺中至終老，在臺中住了將近四十年也是陳其茂創作最旺盛時期。
1960年後期臺灣現代繪畫風潮興起版畫界也響應這股風潮，江漢東、秦松、李錫奇及木刻版畫家陳庭詩等人，以實驗性版材、技法，創作出半具象與抽象作品，將傳統木刻版畫轉向現代藝術風格，及1973年廖修平回臺灣推展現代版畫，巡迴全台各地傳授金屬版畫、絹印版畫、石印版畫等，陳其茂也在臺中召集當地的藝術家參與研習並開始嘗試創作，轉向套色大幅木刻版畫，從題材從物象的外表變相內在世界的追求，至1980年代因出國探訪歐洲各地版畫藝術及美術館，此時期風格圓熟，以木紋木刻版畫技法特色，利用線條的緊密度、色彩的協調及圓潤的刀法，呈現趣味性構圖與主題內容的意境表現。:65-96
1991年陳其茂將早期木口木版畫70餘幅，捐贈台灣省立美術館典藏並舉辦「陳其茂捐贈作品展」、1995年「陳其茂七十展」於台中市立文化中心展出、1999年「走過天山、阿拉伯展」於台中市立文化中心展出、2000年「陳其茂畫展」於臺北市雅逸藝術中心、參加20號倉庫舊瓶裝新酒裝置藝術展、2002年參加「臺中藝術家俱樂部30週年展」、2003年參加台中市文化局之「當代藝術家創作聯展」、2004年「陳其茂畫展」於高雄國立中山大學展出等。2005年6月25日病逝安葬於大度山東海花園，2007年國立臺灣美術舉辦陳其茂藝術創作回顧展。

## 作品風格
陳其茂一生執著於木刻版畫創作，1950－1960年代以傳統的木口木刻版畫製作「青春之歌」、「天鵝湖月色」、「原野之春」三個系列作品，作品以描繪臺灣的風土民情、原住民生活、田園景色為題材，表現木口木刻版畫精細寫實技法特色，作品畫幅小巧細膩精緻以黑白分明的線條，呈現木口木版刻版畫樸拙的趣味性。後受西方歐美現代主義抽象繪畫思潮影響，1970年代之後轉向套色大幅版面的木刻版畫發展，在技巧上嘗試以剪、拓和其他技法增強畫面的效果。1980年代出國考察與國外旅遊拓展心境視野，其作品在取材、用色、構圖、刀法和技法成熟，使畫面除了視覺的趣味，更表現出內在主題的精神表現，形塑出自己獨特的木刻版畫風格，:81-96作品以化約簡潔的造形表達主題，運用景物的遠近、對稱性、明暗對比或黑白對比反襯手法的構圖形式，融合中西繪畫的留白處、虛實之間的線條效果，達到作品的畫面平衡感，成就個人獨特的版畫藝術。